# Société Nobel française
 (octobre 2012).
Si vous disposez d'ouvrages ou d'articles de référence ou si vous connaissez des sites web de qualité traitant du thème abordé ici, merci de compléter l'article en donnant les références utiles à sa vérifiabilité et en les liant à la section « Notes et références ».
La société Nobel française (dite aussi S.N.F.) était une société française opérant dans la chimie. Elle est également connue en tant que fabrique de jouets en celluloïd. Elle tient son nom d'Alfred Nobel, inventeur de la dynamite.

## Historique
La société est créée en 1927 à l’issue d’une fusion entre la Société Industrielle des Matières Plastiques et la Société générale pour la fabrication de la dynamite fondée par Alfred Nobel. La présidence de cette société au capital de 21 millions de francs est alors confiée à Paul Clémenceau, frère de Georges Clémenceau.
Dès 1927, la SNF s'associe puis fini par acquérir la Société Industrielle de Celluloïd (SIC), et fusionne en 1957 avec Bozel-Maletra pour former la Nobel-Bozel. La marque est active jusqu'en 1963 (rachat du stock par les sociétés Petitcollin et Fredva).
Elle a notamment fabriqué les poupées du magazine Modes et travaux : Françoise, Michel, etc. Cependant, en remplacement du celluloïd, les poupées ont été ensuite fabriquées avec du polyéthylène à partir de 1958. Le celluloïd qui les composait venait de l'usine plastique de La Rivière-Saint-Sauveur, ouverte en 1889, qui rentrait notamment dans la composition de la nitrocellulose.

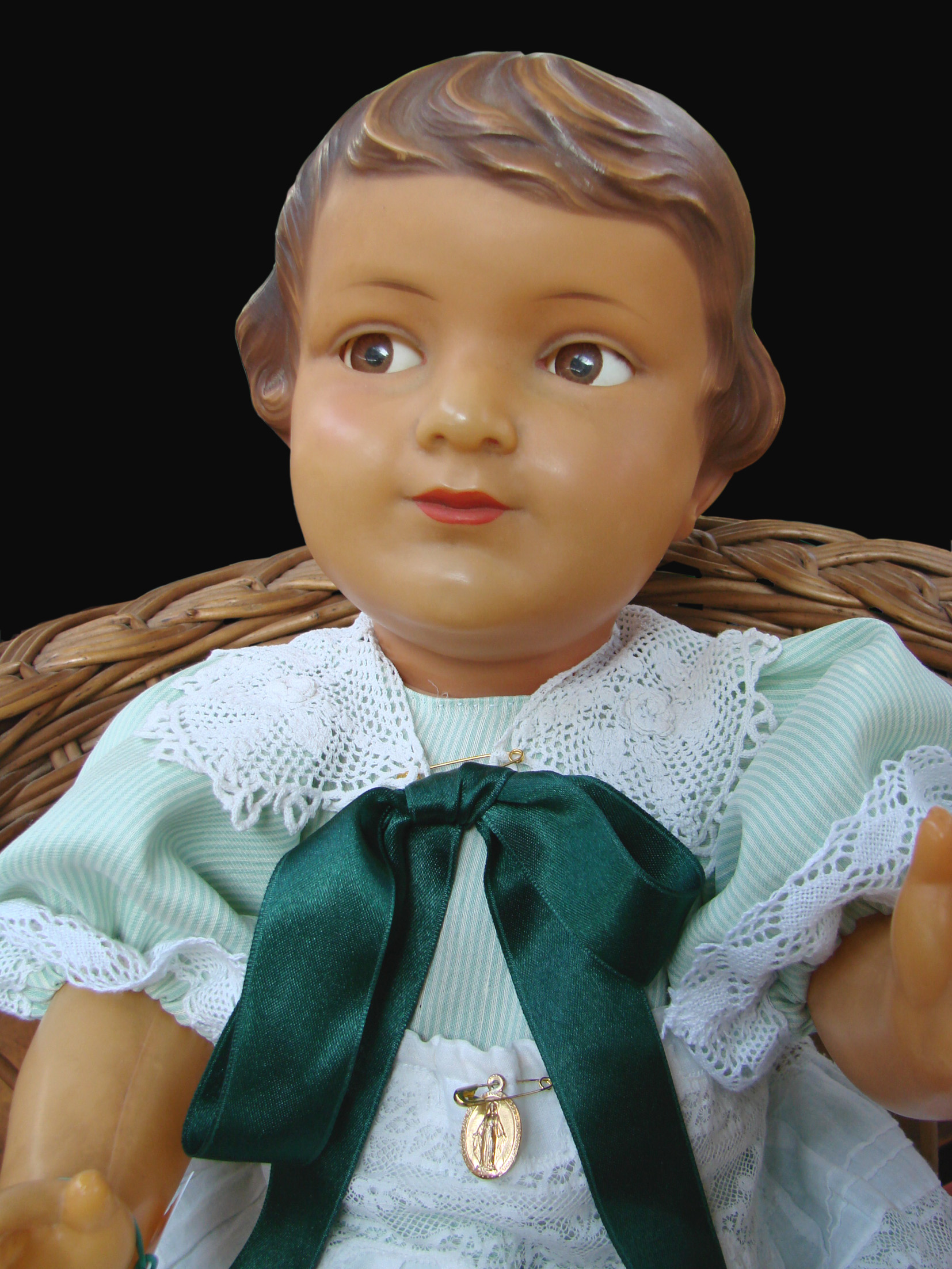
« Claudine » de la société Nobel.

La société exploitait également durant toute son existence la dynamiterie d'Ablon. Reprise par Nobel-Bozel, elle est groupée en 1972 au sein de sa filiale Société Nobel Explosifs (renommée Nobel PRB Explosifs), jusqu'à son acquisition par le groupe SNPE en 1980.
Le logo de la société est représenté sous la forme d'un losange à l'intérieur duquel les initiales de la société sont intégrées.